# Ärrlav
Ärrlav (Sticta sylvatica) är en lavart som först beskrevs av William Hudson, och fick sitt nu gällande namn av Erik Acharius. Ärrlav ingår i släktet Sticta och familjen Lobariaceae.  Arten är reproducerande i Sverige. Inga underarter finns listade i Catalogue of Life.